# Electronic Frontier Foundation
Die Electronic Frontier Foundation (EFF) ist eine Nichtregierungsorganisation in den Vereinigten Staaten, die sich für Grundrechte im Informationszeitalter einsetzt. Überwiegend arbeitet die EFF vor Gerichten. Daneben betreibt sie Öffentlichkeitsarbeit. Dem Direktorium der EFF gehören Informatiker wie Bruce Schneier und Professoren der Rechtswissenschaft an.
Redefreiheit, Privatsphäre, Innovation und Verbraucherrechte nennt die Organisation als ihre grundlegenden Ziele.

## Geschichte
Die Gründung im Juli 1990 geht zurück auf den Ausfall des gesamten Telefonnetzes von AT&T am 15. Januar 1990, der durch fehlerhafte Software des Betreibers verursacht war, aber vermeintlicher Sabotage angelastet wurde. Der United States Secret Service ging daraufhin verstärkt gegen Hacker vor, im Mai 1990 sogar landesweit mit der Operation Sundevil. Ebenfalls im Mai 1990 war eine Strafanzeige von Apple wegen Verbreitung von Quelltext Anlass einer Befragung John Perry Barlows durch einen Agenten des FBI, welcher ohne jegliche Fachkenntnis war. Barlow schrieb darüber ein Essay im Bulletin Board System des Whole Earth 'Lectronic Link, auf das sich sein ebenfalls betroffener Bekannter Mitch Kapor meldete. Die beiden beschlossen die Gründung einer Organisation zur Aufklärung über die Informationstechnik und Barlow veröffentlichte dazu das Manifest Crime and Puzzlement („Verbrechen und Verwirrung“). Sofort fanden sich Mitstreiter wie John Gilmore.
Als ab dem 24. Juli 1990 ein Jugendlicher vor Gericht stand, der geheime Informationen über das Notrufsystem 911 der Vereinigten Staaten verbreitet haben sollte, stellte ihm die EFF Rechtsanwälte. Sie wiesen nach, dass diese Informationen ungefährlich und weit ausführlicher öffentlich zugänglich waren. Der Prozess wurde eingestellt, der Beschuldigte kam frei.

## Selbstverständnis
Die Gründer der EFF verstanden sich als Pioniere des Cyberspace, die das unbekannte Gebiet jenseits der elektronischen Grenze, englisch electronic frontier, erklären wollten. Seit dem Jahr 1992 vergibt die EFF jährlich ihre Pioneer Awards.

## Blaue Schleife für Meinungsfreiheit
Eine bekannte Initiative der EFF war die Kampagne Blue Ribbon – Free Speech Online, mit der auf die Rechte der Internet-Nutzer auf Privatsphäre und den Schutz vor Geschäftsinteressen aufmerksam gemacht wurde.

## Weitere Aktivitäten und Kampagnen
- 2600 Case (1999)
- Felten Case
- EFF DES Cracker (1998)
- Trademark Law – Domain Name Cases
- Peer-to-Peer-Technologien
- Surveillance Self-Defense (dt. Selbstverteidigung gegen Überwachung):

Das Ziel der 2009 gestarteten Initiative ist über Gesetze und Technologien zu informieren, die in den USA von der Regierung zur Überwachung der Bevölkerung eingesetzt werden. Die Veröffentlichung von Informationen und Methoden soll es Internetnutzern ermöglichen, Maßnahmen zu ergreifen, sich vor dieser Überwachung zu schützen.
Im April 2009 veröffentlichte die EFF, nachdem sie sich den Zugang nach dem Freedom of Information Act erstritten hatte, die Analyse einer Anti-Terrordatenbank und forderte deren Parlamentarische Kontrolle. In dem Investigative Data Warehouse (IDW) genannten Data-Mining-Projekt des FBI sind bislang eine Milliarde Dokumente aus über 53 Datenquellen gespeichert und es besteht die Möglichkeit der Verknüpfung mit zahlreichen weiteren Datenbanken.
Die EFF setzt sich grundsätzlich für sichere Kommunikation und Datenschutz im Internet ein. Unter anderem wurde mit HTTPS Everywhere eine Firefox-Erweiterung vorgestellt, die Anfragen automatisch über eine geschützte SSL-Verbindung umleitet, sofern der Server dies unterstützt. Mittlerweile (Stand Juni 2014) wurde HTTPS Everywhere auch für Chrome und Opera sowie für Firefox unter Android veröffentlicht.
Ein weiteres von der EFF veröffentlichtes Add-on ist der Privacy Badger, der für Chrome und Firefox zur Verfügung steht und dem Nutzer die auf einer Webseite aktiven Tracker anzeigt und diese gegebenenfalls blockiert.
Die EFF berät die Freedom of the Press Foundation in juristischen Belangen.
Siehe auch: Datenautobahn, Secure Digital Music Initiative, DeCSS, Edward W. Felten, Digitale Rechteverwaltung